# Leptopelis
Leptopelis é um gênero de anfíbios da família Arthroleptidae.
As seguintes espécies são reconhecidas:
- Leptopelis anchietae (Bocage, 1873)
- Leptopelis argenteus (Pfeffer, 1893)
- Leptopelis aubryi (Duméril, 1856)
- Leptopelis aubryioides (Andersson, 1907)
- Leptopelis barbouri Ahl, 1929
- Leptopelis bequaerti Loveridge, 1941
- Leptopelis bocagii (Günther, 1865)
- Leptopelis boulengeri (Werner, 1898)
- Leptopelis brevipes (Boulenger, 1906)
- Leptopelis brevirostris (Werner, 1898)
- Leptopelis bufonides Schiøtz, 1967
- Leptopelis calcaratus (Boulenger, 1906)
- Leptopelis christyi (Boulenger, 1912)
- Leptopelis concolor Ahl, 1929
- Leptopelis crystallinoron Lötters, Rödel & Burger, 2005
- Leptopelis cynnamomeus (Bocage, 1893)
- Leptopelis fenestratus Laurent, 1972
- Leptopelis fiziensis Laurent, 1973
- Leptopelis flavomaculatus (Günther, 1864)
- Leptopelis gramineus (Boulenger, 1898)
- Leptopelis jordani Parker, 1936
- Leptopelis karissimbensis Ahl, 1929
- Leptopelis kivuensis Ahl, 1929
- Leptopelis lebeaui (De Witte, 1933)
- Leptopelis mackayi Köhler, Bwong, Schick, Veith & Lötters, 2006
- Leptopelis macrotis Schiøtz, 1967
- Leptopelis marginatus (Bocage, 1895)
- Leptopelis millsoni (Boulenger, 1895)
- Leptopelis modestus (Werner, 1898)
- Leptopelis mossambicus Poynton, 1985
- Leptopelis natalensis (Smith, 1849)
- Leptopelis nordequatorialis Perret, 1966
- Leptopelis notatus (Peters, 1875)
- Leptopelis occidentalis Schiøtz, 1967
- Leptopelis ocellatus (Mocquard, 1902)
- Leptopelis oryi Inger, 1968
- Leptopelis palmatus (Peters, 1868)
- Leptopelis parbocagii Poynton & Broadley, 1987
- Leptopelis parkeri Barbour & Loveridge, 1928
- Leptopelis parvus Schmidt & Inger, 1959
- Leptopelis ragazzii (Boulenger, 1896)
- Leptopelis rufus Reichenow, 1874
- Leptopelis spiritusnoctis Rödel, 2007
- Leptopelis susanae Largen, 1977
- Leptopelis uluguruensis Barbour & Loveridge, 1928
- Leptopelis vannutellii (Boulenger, 1898)
- Leptopelis vermiculatus (Boulenger, 1909)
- Leptopelis viridis (Günther, 1869)
- Leptopelis xenodactylus Poynton, 1963
- Leptopelis yaldeni Largen, 1977
- Leptopelis zebra Amiet, 2001